# Spå-Ella
Spå-Ella, som levde på 1800-talet, var en samisk nåjd. Hon är en av de samiska kvinnor i historien som föreslås ha varit verksamma som nåjder. 
Hon var dotter till en nåjd i Kronakken som uppges ha varit en av de sista samerna som kunde tillverka och sälja trolltrummor, och som var beryktad för sin magiska förmåga (han var troligen nåjd). Hon var troligen själv nåjd, även om den svenska befolkningen inte var medveten om saken. Däremot var hon verksam som spåkvinna. Hon var också väl beryktad för sin magiska förmåga, som det berättats många historier om. 
Vid ett tillfälle, ska en bondkvinna i Åsele ha förargat Ella; genast hade hennes ögon börjat tränga ur sina hålor, och återgick inte förrän hon föll på knä inför Ella. En annan gång hade en bonde klagat på att Ellas makes renar trampat ned hans mark, och krävt ersättning och misshandlat Ella genom att dra henne i håret. Hon hade då gett honom ost och kaffe, varpå hans son hade blivit förvirrad och sett renar och samer överallt. Berättelsen upptecknades 1933 och sades då ha ägt rum "cirka fyrtio år tidigare". 